# 阿吉扎·奥斯曼
阿吉扎·奥斯曼（阿拉伯语：‎，1606年—1669年），突尼斯贵族、慈善家，祖父是奥斯曼迪伊，丈夫是哈穆达帕夏。

## 生平
法蒂玛·奥斯曼出生于1606年，因乐善好施而被任称为“阿吉扎”（在阿拉伯语中意为“高贵的”），名字在历史资料中也被记作“阿吉扎·本·艾哈迈德·本·奥斯曼迪伊”。祖父奥斯曼迪伊是奥斯曼帝国突尼斯省耶尼切里军官政变后执掌突尼斯最高权力的首任迪伊。父亲艾哈迈德迪伊全名称阿布·阿巴斯·艾哈迈德·本·穆罕默德·本·奥斯曼迪伊，也是耶尼切里军官。阿吉扎·奥斯曼在祖父宫中长大，接受过扎实的伊斯兰文明和伊斯兰教法教育，对《古兰经》颇有研究。
阿吉扎·奥斯曼的丈夫哈穆达帕夏出身世袭突尼斯贝伊之位的穆拉德家族，是该家族的第二位贝伊，也是第一位掌控突尼斯最高权力的贝伊。
1669年底（伊斯兰历1080年），阿吉扎·奥斯曼去世，葬于突尼斯老城的阿吉扎·奥斯曼墓。

## 慈善
阿吉扎·奥斯曼生前便以乐善好施而闻名，临终将所有奴仆释放，并将所有遗产用于慈善事业，其中仅土地便超过9万公顷。其遗产主要被用于解放奴隶，为因负债获罪者偿债，以及给贫困少女提供嫁妆等。她曾参与突尼斯阿扎芬街病坊的集资与创建，该病坊已演变为现在的阿吉扎·奥斯曼医院。

## 备注
1. ↑  “迪伊”为耶尼切里低级军官头衔